# Цинцадзе, Вахтанг Геронтьевич
Вахтанг Геронтьевич Цинцадзе (груз. ვახტანგ ცინცაძე, 1915, Тифлис, Российская империя — 1993, Тбилиси, Грузия) — грузинский советский архитектор, реставратор, историк архитектуры. Один из главных представителей Грузинской школы архитектурной реставрации. Заслуженный деятель искусств Грузинской ССР (1967), лауреат Государственной премии им. Шота Руставели (1987).

## Биография
Окончил Грузинский индустриальный институт в 1936 году, специализировался по архитектуре.
Выступил одним из организаторов Института истории грузинского искусства (1941). С 1945 года — сотрудник института, участвовал в его экспедициях. С 1974 года — заведующий отделом научной документации и публикаций института. Занимался проблемами научного исследования и охраны памятников культуры Грузии.
Участник Великой Отечественной войны, в 1985 году был награждён орденом Отечественной войны II степени
С 1972 года на педагогической работе.
Похоронен во дворе собора Самтавро, Мцхета.

## Известные работы
Составил проект реставрации многих памятников архитектуры (Некреси, храм Баграта, Церковь Святого Креста в Теловани, Гегутский дворец, Кватахеви и др.)